# English Heritage

Logo dell'English Heritage

English Heritage, prima conosciuto come Historic Building and Monuments Commission for England (fino al 1999), è un organismo pubblico inglese che si incarica della gestione del patrimonio culturale dell'Inghilterra. L'English Heritage si definisce come  « il consigliere legale del governo sul patrimonio storico ». Dipende dal ministero della cultura, dei media e dello sport (DCMS).
Il suo ruolo principale è quello di gestire un gran numero di siti storici ed archeologici di primo piano, dalle vestigia preistoriche di Stonehenge al relativamente moderno Iron Bridge. Si occupa anche di conservare, registrare e proteggere il patrimonio storico, inoltre consiglia direttamente il segretario di stato sulla politica di conservazione e la classificazione dei vari monumenti. English Heritage possiede direttamente numerosi siti, ma collabora anche con proprietari ed associazioni minori; collabora frequentemente con il National Trust inglese.
English Heritage è stato fondato nel 1983, e conta nel 2010 oltre 400 siti sparsi nel paese. Dal 1999 al 2008 ha creato l'iniziativa Images of England, un progetto che ha raccolto 323.107 fotografie di tutti i siti appartenenti ai monumenti classificati di Gran Bretagna.
Chiunque può iscriversi ad English Heritage: l'adesione conferisce dei vantaggi come l'ingresso gratuito nelle sue proprietà, ma non dà ai membri nessun potere sulla gestione dell'organizzazione, che dipende dal governo (è infatti un'organizzazione pubblica non dipartimentale).